# Ariadne auf Naxos
Ariadne auf Naxos é uma ópera composta pelo alemão Richard Strauss. Depois de Der Rosenkavalier (O Cavaleiro da Rosa), Ariadne auf Naxos é a ópera mais famosa de Strauss. Tem duas versões, uma de 1912 e outra de 1916.
Durante a vida do compositor, a ópera foi produzida apenas uma vez, em 1926, quando foram feitas três apresentações, uma delas conduzida pelo próprio Strauss. Somente três décadas depois é que Ariadne auf Naxos retornaria ao palco, foi apresentada no Salzburg Festival e atingiu enorme sucesso com Karl Böhm, em 1954. A ópera é composta por um ato e um prólogo. Libreto de Hugo von Hofmannsthal.

## Personagens
| O Mestre de Música (o experiente e gentil professor de música do Compositor)                                                                 | barítono               |
| O Compositor (um jovem apaixonado. Seguro de seu talento, porém frágil e sensível à crítica)                                                 | mezzo-soprano travesti |
| O Tenor ((Baco) e a Prima Donna (Ariadne) as duas estrelas da ópera do jovem compositor)                                                     | soprano                |
| Zerbinetta (estrela coquete da comédia italiana que também é apresentada ao homem mais rico de Viena. Ela é uma mulher charmosa e engenhosa) | soprano                |
| O Peruqueiro e o Mestre de Dança |                        |
| Arlequim, Scaramuccio, Truffaldino e Brighella (o quarteto de homens que representam os pretendentes cômicos de Zerbinetta)                  |                        |
| Naiad, Dryad e Echo (as três ninfas da ópera)                                                                                                |                        |
| Um Lacaio e um Oficial (somente no prólogo)                                                                                                  |                        |

## Sinopse

### Prólogo
Músicos, cantores, carpinteiros, estão todos trabalhando na preparação da primeira apresentação de uma ópera-séria especialmente encomendada pelo homem mais rico de Viena para entreter seus convidados. Há, no entanto, um constrangimento quando o mordomo avisa que depois da ópera-séria haverá uma ópera-bufa e que ambas não deveriam atrasar-se, pois haveria fogos de artifício precisamente às 21h. Porém, o pior ainda estava por vir, mais tarde o mordomo volta para avisar que o seu patrão tinha mudado de ideia: agora as duas óperas deveriam se apresentar simultaneamente, sendo a ópera-séria pontuada por intervalos de dança dos comediantes da ópera-bufa. O compositor entra em desespero e quer abandonar tudo. No entanto, o professor de dança lhe lembra que grandes compositores tiveram que concordar com exigências desse tipo para ver suas obras no palco. Zerbinetta então o convence a fazer os cortes necessários. Enquanto o professor de música e o de dança conversam, o compositor fica fascinado por Zerbinetta. Agora o compositor aceita as mudanças que devem ser feitas e está entusiasmado, pronto para ver o mundo com outros olhos. Ele afirma que o mundo é amável e não temível para os corajosos. Quando Zerbinetta e seus companheiros invadem a sua ópera, o compositor cai em si e percebe, tarde de mais, o que ele tinha aceitado, caindo em um desespero incontrolável. E assim começa a ópera.

### Ato Único
Na ilha deserta de Naxos está Ariadne, que foi abandonada pelo seu amado, Teseu. As ninfas Naiade, Driade e Eco estão junto dela. Ao acordar, infeliz, deseja a morte. Zerbinetta e Arlequim tentam a distrair, mas em vão. Ariadne está à espera de Hermes, o deus mensageiro dos deuses. Zerbinetta fala para Ariadne, de mulher para mulher, que ela deveria parar de sofrer por seu amor, pois todas as mulheres já passaram por isso. Ela mesma, Zerbinetta, já havia sofrido muito pelos homens e ainda não tinha aprendido a lidar com eles. No entanto, Ariadne não demonstra qualquer reação. Nesse momento, um navio se aproxima. As ninfas avisam que um jovem deus estava se aproximando da costa. Era Baco. Ariadne escuta sua voz de longe e pensa ser Hermes, por quem ela estava esperando. Baco pensa que Ariadne é Circe, que tentara pouco antes transformá-lo em animal. Quando Baco se coloca diante de Ariadne, esta pensa se tratar de Teseu, mas se convence que seus sentidos estão perturbados. Ela pede então a Baco que a leve em seu navio, pois pensa ser Hermes. Baco se apaixona por Ariadne e a leva consigo.